# Ultimate Game
Pour les articles homonymes, voir Gamer (homonymie).
Pour plus de détails, voir Fiche technique et Distribution.
Ultimate Game ou Gamer au Québec (Gamer) est un film de science-fiction américain réalisé par Mark Neveldine et Brian Taylor et sorti en 2009. Gerard Butler y incarne un participant contre sa volonté dans un jeu en ligne dans lequel les participants peuvent contrôler des êtres humains comme des joueurs.

## Synopsis
Ken Castle est à la tête de la téléréalité Slayers, dans laquelle des prisonniers condamnés à mort s’entretuent pour gagner leur liberté. L’originalité de cette téléréalité est que les protagonistes ne sont pas libres de leurs mouvements, ils sont contrôlés à distance par des joueurs en ligne à l’instar d’un simple jeu vidéo. Kable, l’avatar de Simon, est le héros de ce divertissement. Cependant, celui-ci apprend très vite qu’il fait l’objet d’un coup monté et qu’il va devoir s’évader de ce jeu.

## Fiche technique
- Titre français : Ultimate Game
- Titre original et québécois : Gamer
- Musique : Robert Williamson et Geoff Zanelli
- Décors : Jerry Fleming[1]
- Costumes : Alix Friedberg
- Photographie : Ekkehart Pollack
- Montage : Peter Amundson, Fernando Villena, Doobie White
- Production : Gary Lucchesi, Tom Rosenberg, Skip Williamson, Richard S. Wright
- Sociétés de distribution : Lionsgate (USA) ; Le Pacte (France)
- Budget : 50 millions de $ (estimation) [2]
- Langue originale : anglais
- Dates de sortie[3] :
  - États-Unis : 4 septembre 2009
  - France : 9 septembre 2009
- Classification : Interdit aux moins de 12 ans[Où ?]

## Distribution
- Gerard Butler (VF : Marc Saez - VQ : Daniel Picard) : Kable / John Tillman
- Amber Valletta (VF : Catherine Wilkening - VQ : Nathalie Coupal) : Angie
- Michael C. Hall (VF : Patrick Mancini - VQ : Thiéry Dubé) : Ken Castle
- Kyra Sedgwick (VF : Élisabeth Fargeot - VQ : Hélène Mondoux) : Gina Parker Smith
- Logan Lerman (VF : Nathanel Alimi[4] - VQ : Nicholas Savard L'Herbier) : Simon
- Alison Lohman (VF : Isabelle Volpe - VQ : Karine Vanasse) : Trace
- Terry Crews (VF : Frantz Confiac - VQ : Benoit Rousseau) : Hackman
- Ramsey Moore (VF : Philippe Bozo) : Gorge
- Chris « Ludacris » Bridges (VF : Julien Kramer - VQ : Martin Gagné) : Humanz Brother
- John Leguizamo (VF : Bernard Gabay - VQ : Hugolin Chevrette) : Freek
- Keith David (VF : Jean-Paul Pitolin - VQ : Guy Nadon) : Agent Keith
- Michael Weston (VF : Benoît DuPac) : le producteur

## Accueil

### Box-office
| Pays ou région | Box-office      | Date d'arrêt du box-office | Nombre de semaines |
| -------------- | --------------- | -------------------------- | ------------------ |
| Mondial        | 40 701 998 $    | 8 octobre 2009             | 5 semaines         |
| États-Unis     | 20 534 907 $    | 8 octobre 2009             | 5 semaines         |
| France         | 292 681 entrées | 6 octobre 2009             | 4 semaines         |

## Inspirations
Le film débute avec certaines séquences du documentaire expérimental de 1992 Baraka.

## Postérité
Mozinor utilise très souvent les images montrant Ken Castle & Gina Parker Smith dans le studio, en public, avec le mur d'écrans en fond.